# Velvet Sky
 (juillet 2021).
Jamie Szantyr (née le 2 juin 1981 à New Britain), est une catcheuse (lutteuse professionnelle) américaine connue pour son travail à la Total Nonstop Action Wrestling (TNA) sous le nom de Velvet Sky.
Elle commence sa carrière en 2002 dans des fédérations de catch féminin et fait quelques apparitions à la World Wrestling Entertainment en 2005.
En 2007, elle rejoint la TNA et y prend le nom de Velvet Sky. Dans cette fédération, elle se fait connaitre pour former l'équipe Beautiful People avec Angelina Love, Madison Rayne et Lacey Von Erich. Elle remporte à deux reprises le championnat féminin des Knockout et le championnat par équipes des Knockout avec Love, Rayne et Von Erich.
Elle quitte la TNA au printemps 2016 puis annonce la fin de sa carrière de catcheuse en juillet 2017.

## Jeunesse
Szantyr est une fan de catch notamment de Randy Savage et de sa valet Miss Elizabeth. Après le lycée, elle décide de ne pas aller à l'université d'état de l'est du Connecticut (en) et préfère s'entrainer dans une école de catch.

## Carrière de catcheuse

### Débuts (2002-2007)
Szantyr s'entraine dans l'école de catch de Jason Knight. Elle fait son premier combat le 22 juin 2002 à la Women's Extreme Wrestling (WEW) sous le nom de Talia. Ce jour-là, elle parvient à vaincre Trinity dans un match simple.
Elle change de nom de ring pour celui de Talia Madison s'allie avec Tiffany Madison avec qui elle remporte le championnat du monde par équipes de la WEW le 14 mai 2004 après leur victoire sur Angel Orsini (en) et Simply Luscious. Elle est ensuite la première championne féminine de la World Xtreme Wrestling (WXW) en gagnant une bataille royale le 29 mai,. Son règne de championne par équipe de la WEW prend fin le 27 août avec leur défaite face à Annie Social et Shane Hardcore.
En février 2005, elle fait une apparition à la World Wrestling Entertainment (WWE) au cours de la Celebration of Excellence, une fête qu'organise John Bradshaw Layfield. Le titre de championne féminine d WXW change de main le 8 juillet après sa défaite face à Mercedes Martinez. Elle participe à un match télévisé à la WWE le 17 juillet au cours de Sunday Night Heat où elle perd face à Victoria.
Elle retourne à la WEW où elle est une seconde fois championne du monde par équipe avec April Hunter comme équipière le 6 avril 2006 après leur victoire sur Amber O'Neal et Lollipop. Deux jours plus tard, elle est championne féminine de la Defiant Pro Wrestling (DPW) après sa victoire face à Alere Little Feather et Nikki Roxx.
Courant 2007, Hunter et Madison rendent vacant leur titre de champion du monde par équipe de la WEW. Elle participe aussi au casting du Diva Search qu'organise la WWE mais on ne la contacte pour être dans ce programme. Elle continue d'apparaitre à la WEW et y est championne du monde le 5 mai après avoir vaincu Angel Orsini (en). Elle rend ce titre courant septembre.

### Total Nonstop Action Wrestling (2007-2016 )

#### The Beautiful People (2007-2011)
Szantyr apparait pour la première fois à la Total Nonstop Action Wrestling (TNA) sous le nom de Talia Madison le 14 octobre 2007 au cours de Bound for Glory. Ce jour-là, elle participe au Gauntlet match pour désigner la première championne féminine des Knockout de la TNA où elle se fait éliminer par Gail Kim. Dans les semaines suivantes, elle change de nom de ring pour celui de Velvet Sky et forme avec Angelina Love l'équipe Beautiful People. Le 3 janvier 2008, elle est une des participante d'un Gauntlet match remporté par O.D.B.

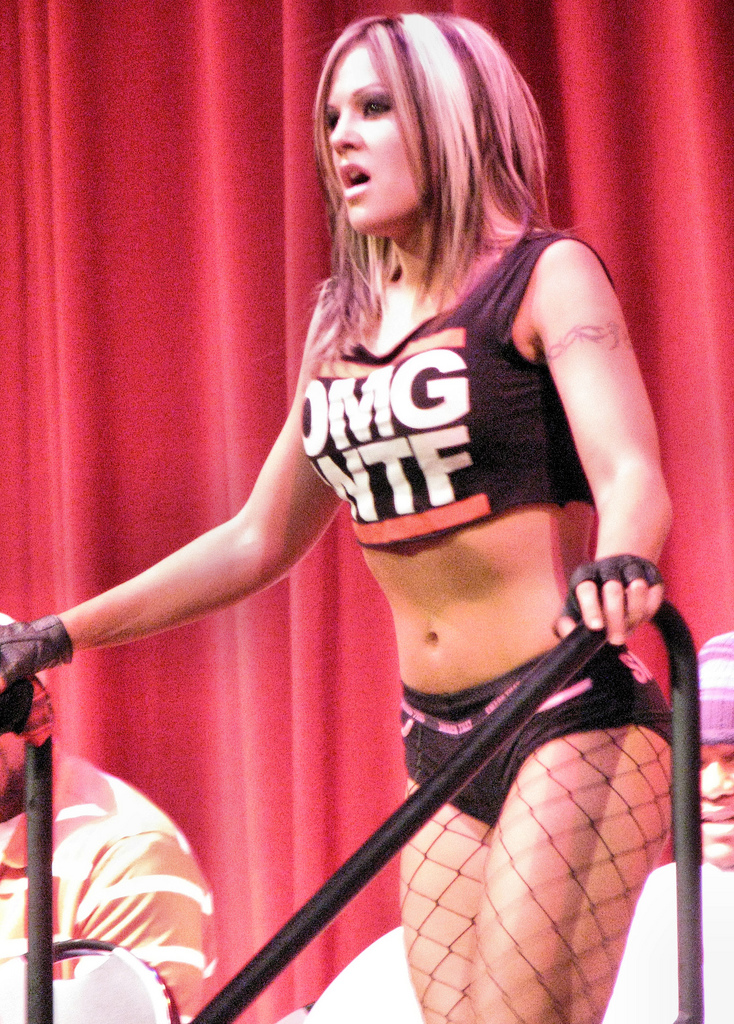
Velvet en 2009 à la TNA

Le 8 mars 2010, Rayne et Sky remportent un Triple Threat Tag Team match contre Sarita & Taylor Wilde et Tara et Angelina Love pour remporter le Championnat des Knockout par équipe (laissé vacant à la suite du départ de Awesome Kong, qui était championne avec Hamada). Von Erich fut dès lors également reconnue comme championne, chacune des trois pouvant défendre le titre (seules deux combattent à chaque match),.

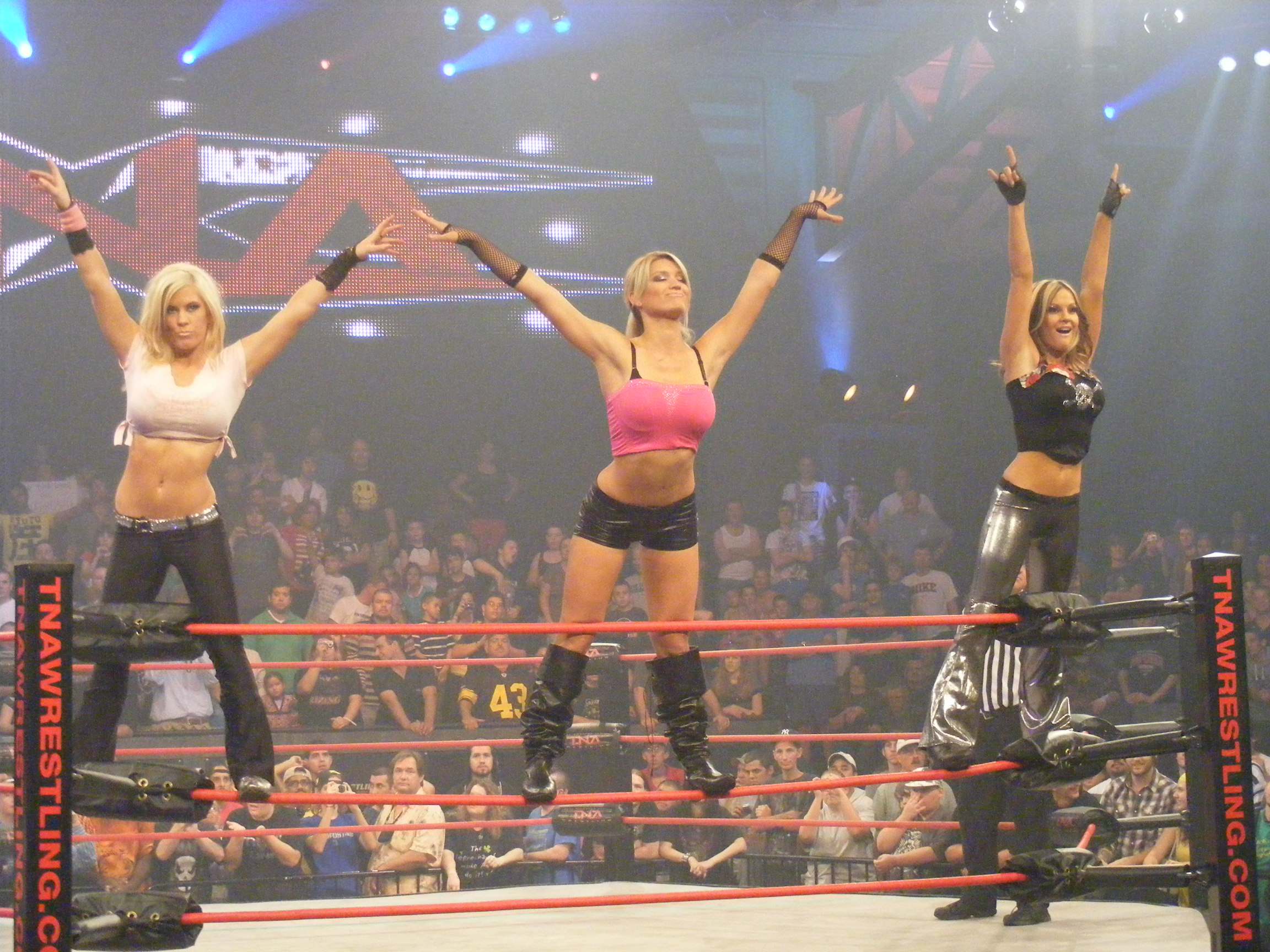
The Beautiful People lors d'Impact!

À Lockdown, Madison Rayne et Velvet Sky battent Tara et Angelina Love, défendant les titres par équipe et Rayne remportant, en effectuant le tombé sur Tara, le Championnat féminin des Knockout.
Lors de l'Impact! du 27 juillet 2010 (diffusé le 5 août), Lacey Von Erich et Velvet Sky perdent le titre par équipe contre Hamada et Taylor Wilde. Madison Rayne perdra le titre de Championne des Knockout contre Angelina Love le 9 août (diffusé le 12 août). Sky et Von Erich effectueront par la suite un face-turn en rejoignant Love, reformant les Beautiful People avec elle. Lors de l'Impact, elles battent Daffney et Sarita pour gagner les Knockouts Tag Team Championship. Le 10 février, elles font partie d'un match à 8 comprenant Rosita, Sarita, Madison Rayne et Lisa Marie Varon contre The Beautiful People, Mickie James et Winter. Lors de l'Impact du 17 février, elle et Angelina Love perdent face à Sarita et Rosita. Sarita lance un défi à Velvet Sky où elle doit mettre sa carrière en jeu lors du 3 mars. Lors de l'Impact du 7 avril, elles perdent contre Rosita et Sarita et ne remportent pas les TNA Knockout Tag Team Championship.

#### Séparation des Beautiful People, Championne des Knockout et perte du titre (2011-2012)

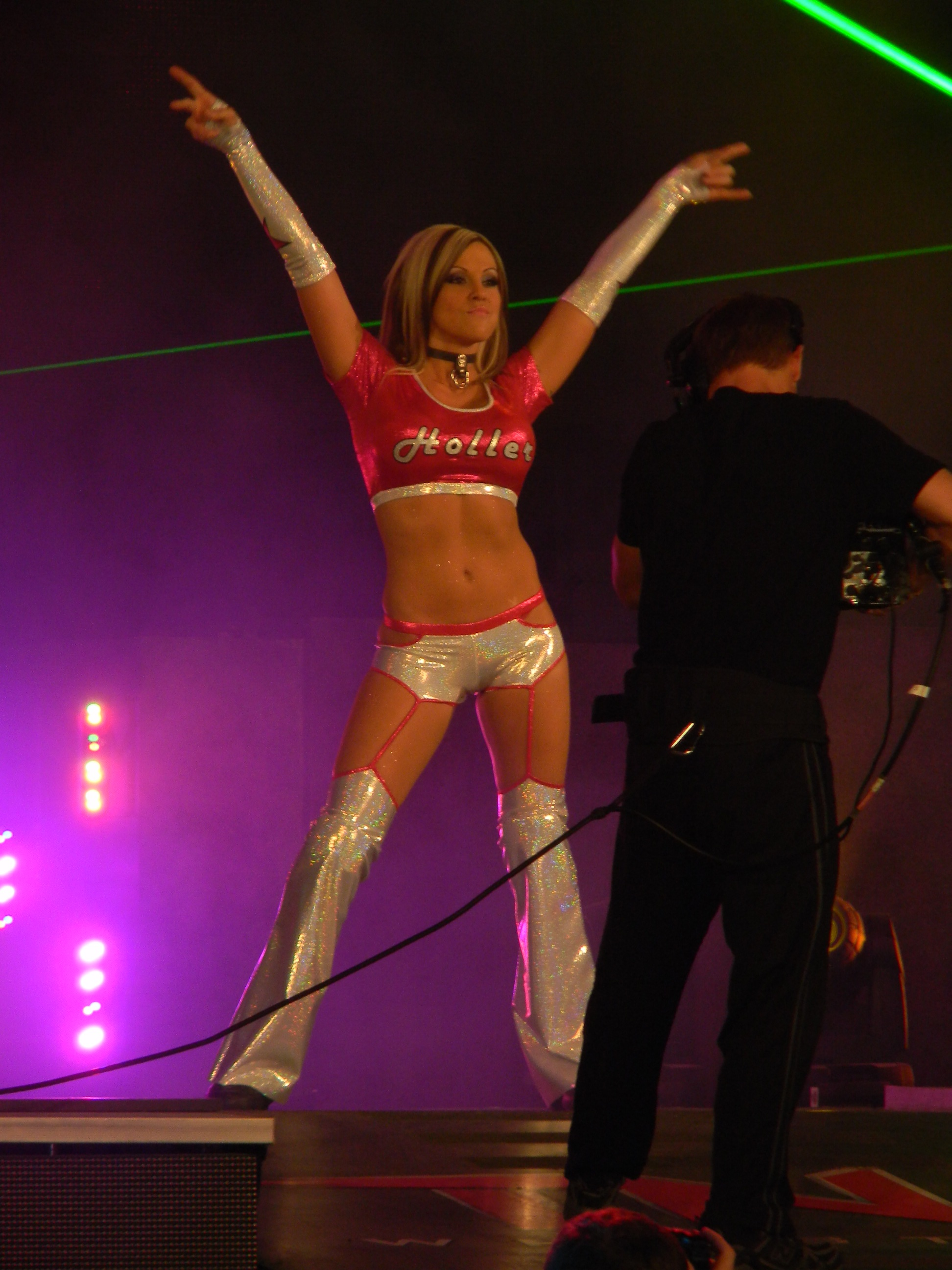
Velvet Sky durant son entrée en 2011

Angelina se fait manipuler et droguer par Winter et depuis, Angelina est en rivalité avec Velvet et l'attaque lors d'Impact le 7 avril. Lors de l'Impact du 14 avril, Velvet Sky invite Angelina Love sur le ring pour parler de ses dernières actions. Angelina s'approcha de plus en plus de Velvet et celle-ci la poussa puis elle lui donna une claque et un coup de poing; Angelina s'énerva et lui fit un spear, elle lui cassa le dos, puis elle lui fit le splash D.D.T. Winter arrive et elles partent ensemble. Elle perd face à Angelina Love à Impact, car Angelina, droguée, ne sent plus les coups et a l'avantage. À Impact! du 5 mai, Velvet participe au Main Event et fait équipe avec le médaillé olympique d'or Kurt Angle et battent, Winter, Angelina Love et Jeff Jarrett. Le 16 juin à Impact Wrestling, elle perd avec Miss Tessmacher face à Mexicain America (Sarita & Rosita) car ODB et Jackie ont interféré en la faveur des Mexican America mais le 7 juillet, elle bat dans un Handicap match, l'équipe de ODB et Jackie. Le 21 juillet à Impact Wrestling, Mickie James dit à Velvet Sky qu'elle a vu ce que Sky a enduré avec toutes les pestes qui se sont toutes acharnées sur elle et lui propose un match de Championnat mais quand la cloche a sonné, O.D.B et Jackie ont interféré et les ont attaquées jusqu'à ce que la police arrive. Elle et Mickie James perdent face à Angelina Love et Winter. Elle gagne un match contre Angelina Love pour devenir challengeuse no 1 au titre de Winter qu'elle affrontera à Bound for Glory dans un Fatal-Four-Way contenant Mickie James et Madison Rayne. Le 16 octobre à Bound for Glory (2011), elle gagne le Championnat des Knockouts pour la première fois de sa carrière. Elle se fait attaquer par Gail Kim qui effectue son retour lors d'Impact Wrestling du 20 octobre. Lors de l'Impact du 10 novembre, elle et Mickie James perdent contre Gail Kim et Madison Rayne et ne remportent pas les Titres par équipe Féminin des Knockout. Lors de Turning Point, elle perd contre Gail Kim et perd son titre. Ensuite elle essaiera, en vain, de devenir la concurrente numéro 1 au titre des Knockout. Lors de l'Impact Wrestling du 1er mars 2012, elle gagne un match avec Mickie James contre Angelina Love et Sarita.

#### Rivalités avec Gail Kim & Madison Rayne et départ (2012)
Lors de l'Impact du 15 mars, elle perd contre Madison Rayne car lors du tombé, Madison s'est appuyée sur ses vêtements. Lors de l'Impact du 29 mars, elle gagne contre Madison Rayne. Lors de l'Impact Wrestling du 5 avril, elle gagne un Knockouts Challenge Match et devient aspirante no 1 au Championnat Féminin des Knockout. Lors de Lockdown (2012), elle perd face à Gail Kim qui a effectué un petit paquet en trichant car elle se tenait aux cordes lors du tombé pour remporter la victoire dans un Steel Cage Match. Puis le 19 avril, Velvet Sky, Mickie James et Tara gagnent grâce à un tombé effectué par Brooke Tessmacher sur Gail Kim qui était en équipe avec Sarita, Rosita & Madison Rayne. Lors de l'Impact Wrestling du 17 mai, elle perd contre Gail Kim et ne remporte pas le TNA Knockout Championship dans un match qui comprenait aussi Brooke Tessmacher.
Elle est licenciée le 19 juillet 2012 et son retour à la TNA est annoncé.

#### Retour, Championne des Knockout et perte du titre (2013-2014)
Velvet Sky fait son retour lors du Impact Wrestling du 6 décembre 2012 durant un segment avec Mickie James, Tara et Jesse où elle promet d'être la prochaine TNA Women's Knockout Championship pour 2013. La semaine suivante elle bat Madison Rayne.
Lors de Genesis (2013), elle bat Gail Kim, Mickie James, Miss Tessmacher et ODB dans un Gauntlet Match pour devenir challengeuse n°1 au TNA Women's Knockout Championship. Lors de Impact Wrestling le 17 janvier, elle bat Gail Kim et devient challengeuse n°1 au TNA Women's Knockout Championship. Lors de Impact Wrestling le 24 janvier, elle perd contre Tara et ne remporte pas le TNA Women's Knockout Championship.
Lors d'un épisode d'Impact enregistré à Londres et qui sera diffusé le 21 février, Velvet Sky remporte le Championnat des Knockout dans un 4-way elimination match, qui incluait également Tara, Miss Tessmacher et Gail Kim.
Lors de l'Impact Wrestling du 28 février, elle bat Tara et conserve son titre. Lors de Lockdown (2013), elle bat Gail Kim pour conserver son titre. Lors de Knockouts Knockdown, elle perd contre Gail Kim et Mickie James dans un Battle Royal Match qui comprenait également Hannah Blossom, Jackie Moore, Lei'd Tapa, Miss Tessmacher, ODB et Tara. Le 4 avril à Impact, Velvet Sky et Taryn Terrell perdent contre Gail Kim et Tara à cause de l'arbitre Joey Ryan. Le 25 avril à Impact, Sky conserve son titre face à Mickie James. Le 9 mai à Impact, elle et Mickie James battent Gail Kim et Tara. Le 16 mai à Impact, Sky bat Gail Kim.
Le 23 mai à Impact, Velvet Sky perd son titre face à Mickie James. Le 13 juin à Impact, Mickie James attaque le genou blessé de Velvet Sky. Le 27 juin à Impact, Velvet Sky perd son match revanche pour le titre des Knockout face à Mickie James.
Le couple qu'elle forme avec le catcheur Chris Sabin est désormais montré dans Impact, et elle l'accompagne lors de tous ses matchs. Le 10 octobre, Sabin l'accompagne dans son match contre Brooke pour devenir challengeuse au titre des Knockout, mais elle perd le match. Le 24 octobre à Impact, Velvet Sky et ODB perdent contre Gail Kim et Brooke. Le 7 novembre à Impact, Gail Kim et Lei'D Tapa interrompent le triple threat match qui opposaient Velvet Sky, ODB et Brooke pour devenir challengeuse n°1 au titre des Knockout. Le 28 novembre à Impact, Velvet Sky perd contre Lei'D Tapa.
Le 30 janvier 2014 lors de l'épisode d'Impact Wrestling à Glasgow en Ecosse, Velvet Sky et Madison Rayne battent l'équipe composée de Gail Kim et Lei'D Tapa. Après le match, Chris Sabin vient demander des excuses à Sky concernant sa récente perte du titre X Division, qu'il juge sa petite amie pour responsable. Velvet Sky finit par rompre avec lui sous les acclamations de la foule. Le 13 février à Impact, Velvet Sky affronte son ex-compagnon Chris Sabin dans un match, mais elle se fait attaquer par une nouvelle Knockout, Alpha Female.

#### Reformation des Beautiful People avec Angelina Love et départ (2014-2015)
Lors de l'Impact du 20 mars, elle accepte la proposition d'Angelina Love (ayant fait son retour la semaine précédente) de reformer le clan des Beautiful People. Cette dernière fera un heel-turn par la suite dans la soirée en attaquant Madison Rayne (autre ancienne membre du clan) qui n'avait pas accepté d'intégrer l'équipe. La semaine suivante, Velvet Sky effectue à son tour un heel-turn en attaquant Madison Rayne lors de son match contre Angelina Love, match qu'Angelina gagnera. Lors de l'Impact du 3 avril, Velvet Sky et Angelina Love gagnent leur premier tag team match depuis leur reformation face à Madison Rayne et Brittany grâce au makeover. Le 17 avril à Impact, Velvet Sky perd contre Madison Rayne dans un street fight match. Le 24 avril à Impact, Velvet Sky et Angelina Love battent Madison Rayne et Gail Kim. Le 14 août à Impact, Velvet Sky perd dans un fatal 4-way pour le titre des Knockout qui incluait également Angelina Love, Taryn Terrell et la championne Gail Kim qui conserve son titre. Lors de Bound for Glory (2014), elle perd contre Havok et ne remporte pas le championnat des Knockout.
Lors de l'Impact du 23 janvier 2015, pendant le Feast or Fired match, Velvet Sky attrape une mallette pour Robbie E. Elle est ensuite obligée d'ouvrir la mallette puisque c'est elle qui l'a récupéré, et découvre qu'elle est virée. On apprendra plus tard que son contrat avec la TNA était arrivé à terme.

#### Retour à la TNA, rivalité avec Angelina Love et Face Turn, Départ (2015-2016)
Lors d'Impact le 8 mai 2015, Velvet Sky fait son retour à la TNA en venant du public pour attaquer Angelina Love. Elle effectue donc un face turn. Velvet Sky continue d'apparaitre dans le public les semaines suivantes. Dans l'épisode du 29 mai, Angelina Love appelle sa propre équipe de sécurité pour emmener Sky hors de l'arène. Cette dernière était assise dans le public et est allée jusqu'à attaquer Angelina, mais la sécurité lui mettra des menottes et l'emmènera dehors. Le 25 juin lors d'Impact, Velvet Sky bat Angelina Love grâce au Stunner (Nouvelle prise de finition de Velvet et prise popularisée par Stone Cold Steve Austin) et retrouve sa place de Knockout dans le roster.
Le 8 juillet, elle bat Madison Rayne.Elle quitte la TNA en avril 2016

### National Wrestling Alliance (2021-...)
Le 23 mars 2021 à NWA Powerrr, Sky a fait ses débuts à la NWA en tant que nouveau commentatrice aux côtés de Joe Galli et Tim Storm.

## Palmarès

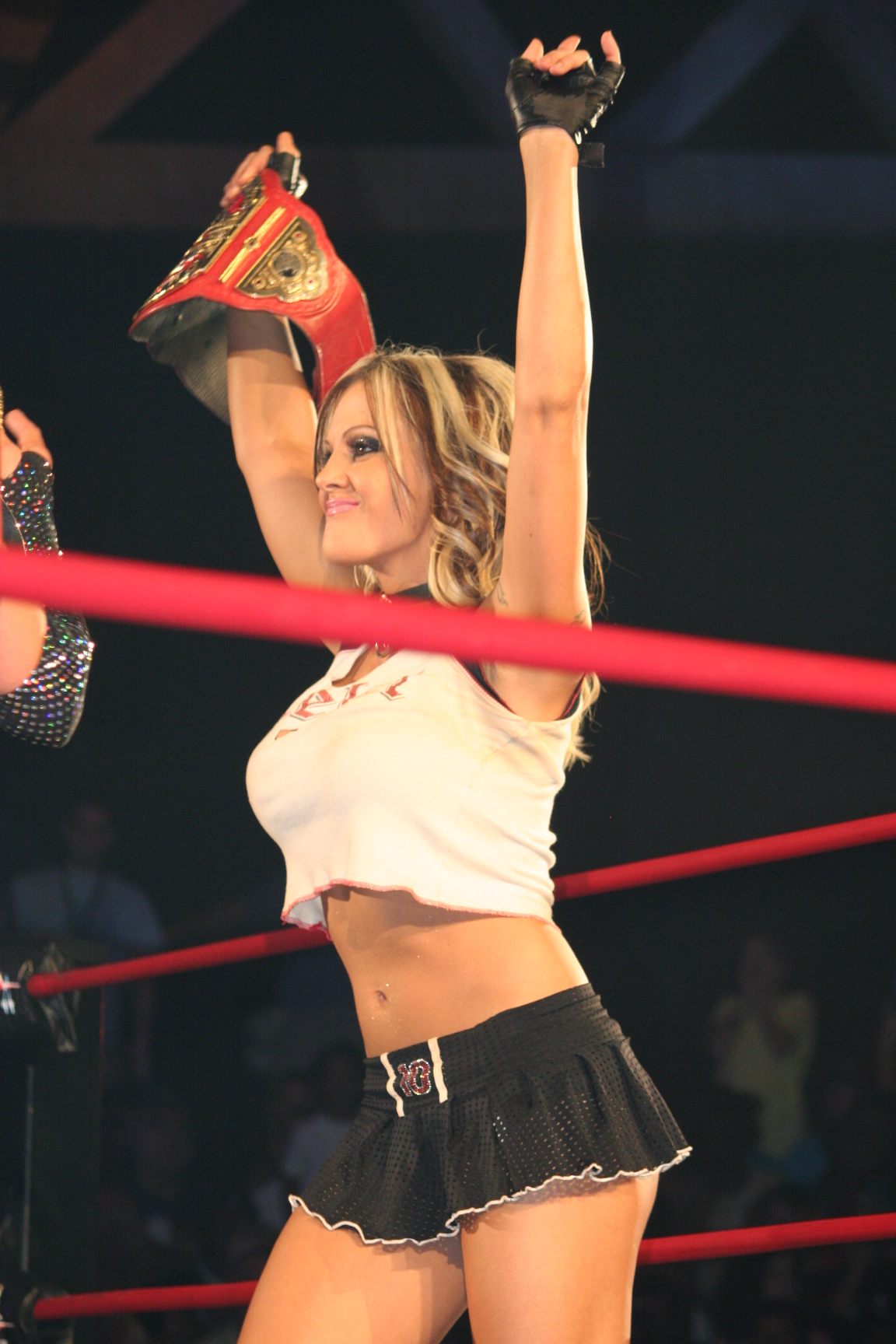
Velvet Sky avec le TNA Knockout Tag Team Championship.

- Total Nonstop Action Wrestling (TNA)
  - 2 fois championne féminine des Knockouts de la TNA
  - 1 fois TNA Women's Knockout Tag Team Champion avec Lacey Von Erich et Madison Rayne[28] - Rayne, Sky et Von Erich
  - Feast or Fired (2015 - Pink Slip)

- Women's Extreme Wrestling (WEW)
  - 1 fois championne du monde de la WE[15]
  - 2 fois championne du monde par équipe de la WEW avec Tiffany Madison puis avec April Hunter[13]

- World Xtreme Wrestling( WXW)
  - 1 fois WXW Women's Champion

## Récompenses des magazines
- Pro Wrestling Illustrated

| Année | 2008 | 2009 | 2010 | 2011 | 2012 | 2013 | 2014 | 2015 |
| ----- | ---- | ---- | ---- | ---- | ---- | ---- | ---- | ---- |
| Rang  | 23   | 23   | 21   | 17   | 14   | 11   | 40   | 34   |

## Vie privée
Elle a été en couple avec Shane Helms puis Chris Sabin. Elle est actuellement en couple avec Bully Ray.